# Quan hệ Nhật Bản – Palau
Quan hệ Nhật Bản – Palau bắt đầu quan hệ song phương vào năm 1920, khi đó Palau là thuộc địa của Nhật Bản. Năm 1994, Nhật Bản chính thức công nhận và thiết lập quan hệ ngoại giao với Palau.

## Lịch sử

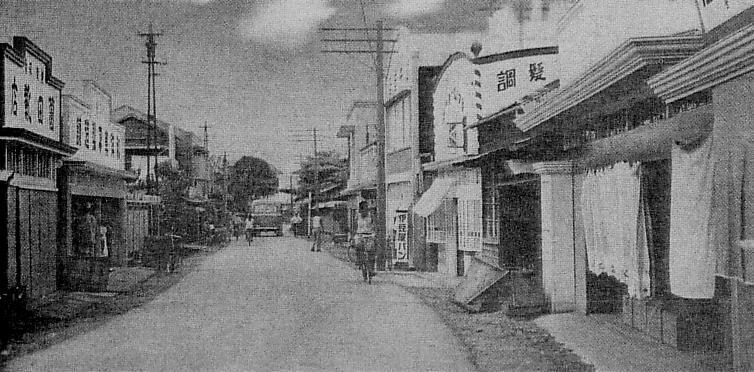
Koror dưới thời kiểm soát của đế quốc Nhật Bản

Mối quan hệ song phương giữa hai nước bắt đầu từ năm 1920, khi đó Nhật Bản nắm quyền kiểm soát các đảo thuộc địa ở Thái Bình Dương bao gồm Micronesia, Quần đảo Marshall, Bắc Mariana và Palau. Các thuộc địa trên đã trở thành một phần của Lãnh thổ Ủy trị Nam Dương và Koror được chỉ định là trung tâm hành chính. Dưới sự cai trị của đế quốc Nhật Bản, Palau đã phát triển đáng kể của ngành đánh cá, nông nghiệp và khai thác mỏ. Palau cũng đạt được khả năng tự cung tự cấp trong thời kỳ này. Palau cũng từng là căn cứ quân sự của đế quốc Nhật Bản trong Chiến tranh thế giới thứ hai. Sau chiến tranh thế giới thứ hai, đế quốc Nhật Bản mất toàn bộ thuộc địa. Lãnh thổ Ủy trị Nam Dương đã trở thành Lãnh thổ Ủy thác của Quần đảo Thái Bình Dương, dưới sự quản lý bởi Hoa Kỳ.